# AP위성
AP위성(Asia Pacific Satellite Inc.)는 대한민국의 위성통신 단말기 개발 및 제작 기업이다. 본사는 서울시 금천구 가산디지털2로 98, IT캐슬 2동 9층에 위치해 있으며 대표이사는 류장수이다.

## 역사
누리호 전용 성능 검증 위성을 성공적으로 생산하였다
- 2016년 3월 4일에 주관사를 현대증권으로 공모가 9,700원(희망 공모가 밴드 8700원~9700원)에 코스닥 시장에 상장하였다.[6]
- 2024년 AP위성의 지분 24.72%를 컨텍이 634억원에 인수하였다.[7]70대인 류장수 회장의 승계할 경영자를 찾던 중 승계 의지가 크지 않고 AP위성에는 크게 관여하지 않은 아들 류승환 대표 대신 컨텍에 매각하였다.[8]

## 같이 보기
- 루미르
- 컨텍
- 쎄트렉아이
- 이노스페이스

## 참고문헌
1. ↑  김재윤, 한국IR협의회 기업리서치센터 기술분석보고서-AP위성, 2023.08.11
2. ↑  박상인, AP위성, 우주선 전기추진시스템 개발모델 최초 연속 방전시험 성공...“발사비용 최대 50% 절감”, 이투데이, 2023-10-05
3. ↑  'AP위성' 52주 신고가 경신, 1Q24 Review: 1분기 실적 강세는 2분기에도 이어질 전망, 한국경제, 2024.05.16
4. ↑  AP위성, +4.11% 52주 신고가, 조선비즈, 2024.05.16
5. ↑  2024년 03월 28일 하나증권 기업분석_스몰캡_Report, 김성호
6. ↑  김경택, AP위성통신, 증권신고서 제출…3월 코스닥 상장, 매일경제, 2016.01.18
7. ↑  컨텍, 634억원에 AP위성 인수 동아사이언스 2024년 6월 13일
8. ↑  “평소 좋게 본 후배”... 승계 대신 상장 반년된 코스닥사에 매각 택한 AP위성 창업자 조선비즈 2024년 6월 20일